# Dionysius van Augsburg
Dionysius van Augsburg (3e eeuw – Augsburg, 304) was de eerste (waarschijnlijk legendarische) bisschop van Augsburg. Zijn geschiedenis is overleverd in het kader van de vita van Sint-Afra. Volgens deze vita was Dionysius de broer van Hilaria en oom van Afra. Hij zou samen met Afra, haar moeder Hilaria en metgezellinnen tot het christendom zijn bekeerd door Narcissus van Gerona. 
In 1070 of aan het begin van de 12e eeuw (precieze datum omstreden) werden in de basiliek van H. Ulrich relikwieën gevonden, die aan Dionysius werden toegeschreven. Paus Alexander IV verhief op 26 februari 1258 de beenderen en sanctioneerde daarmee de lokale verering. Het feest wordt formeel gevierd sinds 1508, steeds op 26 februari.